# Louzes
Louzes település Franciaországban, Sarthe megyében. Lakosainak száma 104 fő (2022. január 1.). Louzes Villaines-la-Carelle, Aillières-Beauvoir, Les Aulneaux, Contilly és Villeneuve-en-Perseigne községekkel határos.

## Népesség
A település népességének változása:
| Lakosok száma | 98   | 100  | 102  | 101  | 102  | 102  | 103  | 103  | 104  |
|               | 2013 | 2015 | 2016 | 2017 | 2018 | 2019 | 2020 | 2021 | 2022 |